# Ruby Goldstein
Reuven „Ruby“ Goldstein (* 10. Oktober 1907 in Manhattan, New York; † 22. April 1984 in Miami Beach, Florida) war ein US-amerikanischer Profiboxer und Ringrichter.

## Karriere
Ruby Goldstein kämpfte von 1925 bis 1937 als Profi in den Gewichtsklassen Leicht- und Weltergewicht und war von 1943 bis 1964 als Ringrichter tätig. In seiner Karriere als Profiboxer gewann er seine ersten 23 Kämpfe und beendete seine aktive Karriere mit einem Rekord von 50 Siegen aus 55 Kämpfen, davon 34 durch K.O.
Goldstein wurde als Ringrichter mehrfach kritisiert, Kämpfe zu früh abgebrochen zu haben. So beendete er 1957 den Kampf zwischen dem Briten Randy Turpin gegen Sugar Ray Robinson in der zehnten Runde zu Gunsten von Robinson. Im Juni 1959 entschied er beim Kampf des Schwergewichts-Champions Floyd Patterson zu Gunsten des Schweden Ingemar Johansson, nachdem Patterson zum siebten Male zu Boden gegangen war.
Im März 1962 geriet Goldstein hingegen in die Kritik, den Kampf von Benny Paret gegen Emile Griffith zu spät abgebrochen zu haben, nachdem Paret an den im Kampf erlittenen Verletzungen starb. Seine Fans und andere Beobachter verteidigten ihn und sagen, dass er den Kampf erst so spät abgebrochen hat, weil Paret oft simulierte angeschlagen zu sein, um dann seine Gegner zu überraschen. Die State Athletic Commission sprach Goldstein von den Vorwürfen frei.

## Ehrungen
- 1994: Aufnahme in die International Boxing Hall of Fame
- Aufnahme in die World Boxing Hall of Fame
- 1995: Aufnahme in die International Jewish Sports Hall of Fame[2]